# Bolęcin (przystanek kolejowy)
Bolęcin – nieczynny przystanek osobowy i bocznica szlakowa (dawniej stacja węzłowa) w Bolęcinie, w województwie małopolskim, w Polsce; znajduje się przy ul. Kościelnej, usytuowany jest na kilometrze 4,756 linii kolejowej nr 103 między przystankami Piła Kościelecka a Regulice Górne. W przeszłości posterunek ruchu obsługiwał ruch pociągów ze stacji Trzebinia Siersza i Jaworzno Szczakowa w kierunku Suchej Beskidzkiej.

## Historia
Dawniej posterunek ruchu posiadał status stacji węzłowej. Łączyły się tu dwie linie kolejowe ze strony Chrzanowa i Trzebini. Szlak w kierunku stacji Spytkowice oraz Trzebini jest obecnie nieprzejezdny. Linia kolejowa nr 126 w kierunku Chrzanowa została częściowo zlikwidowana (w tym szlak Bolęcin - Płaza przy północnej głowicy stacji).

## Galeria

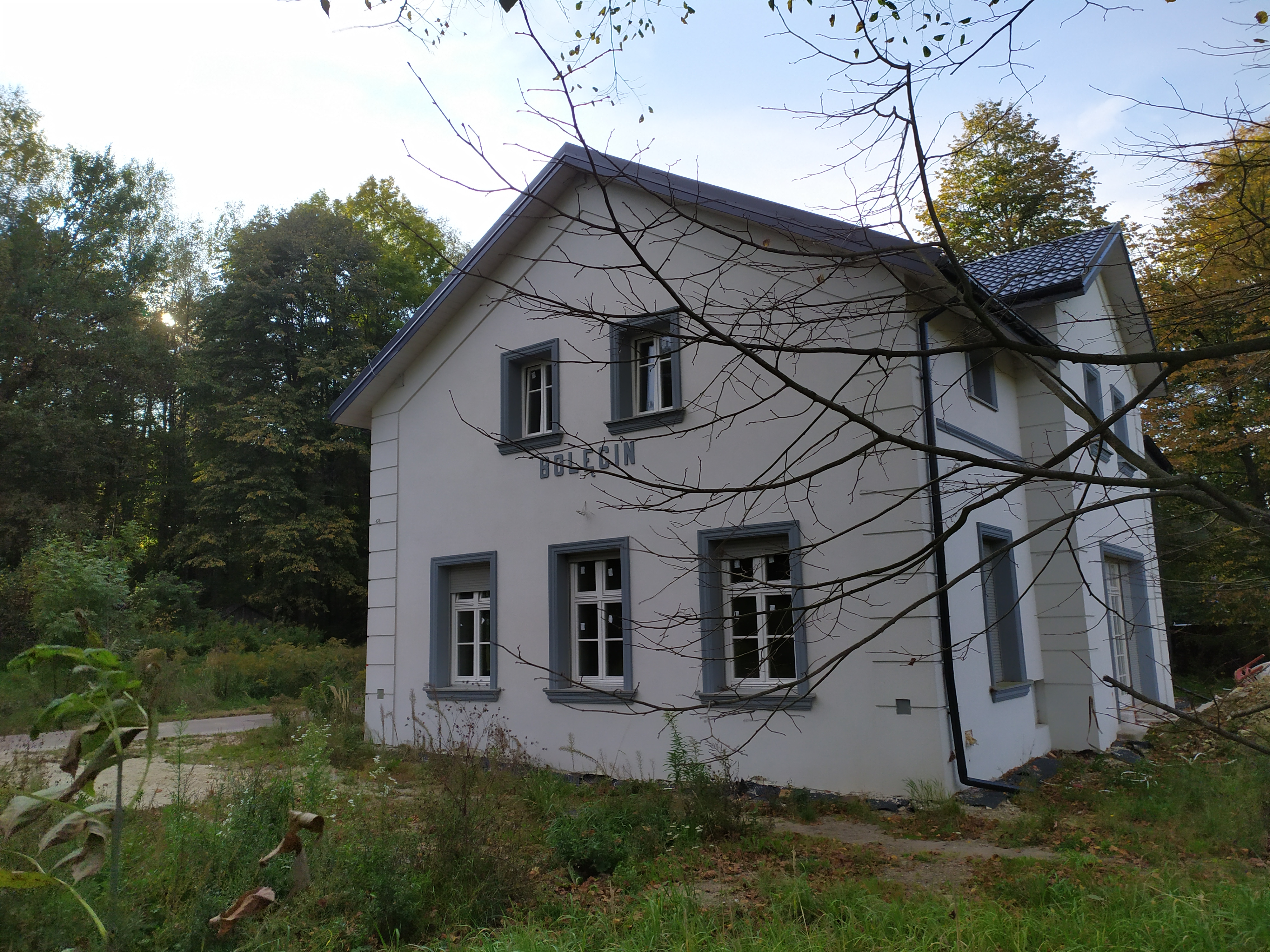
Odnowiony budynek dworca Bolęcin w 2019 r.
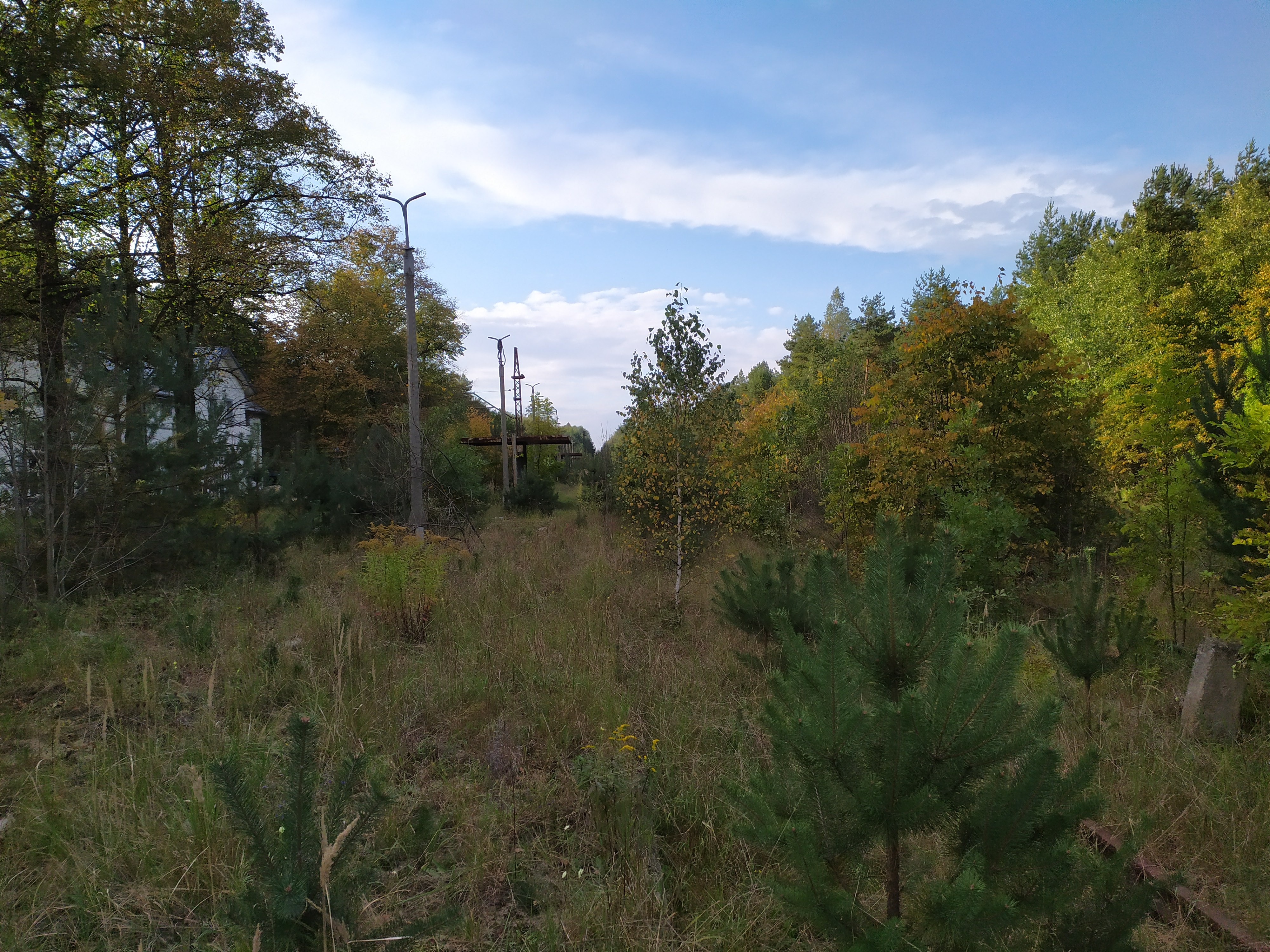
Zarośnięte perony - widok w stronę Trzebini
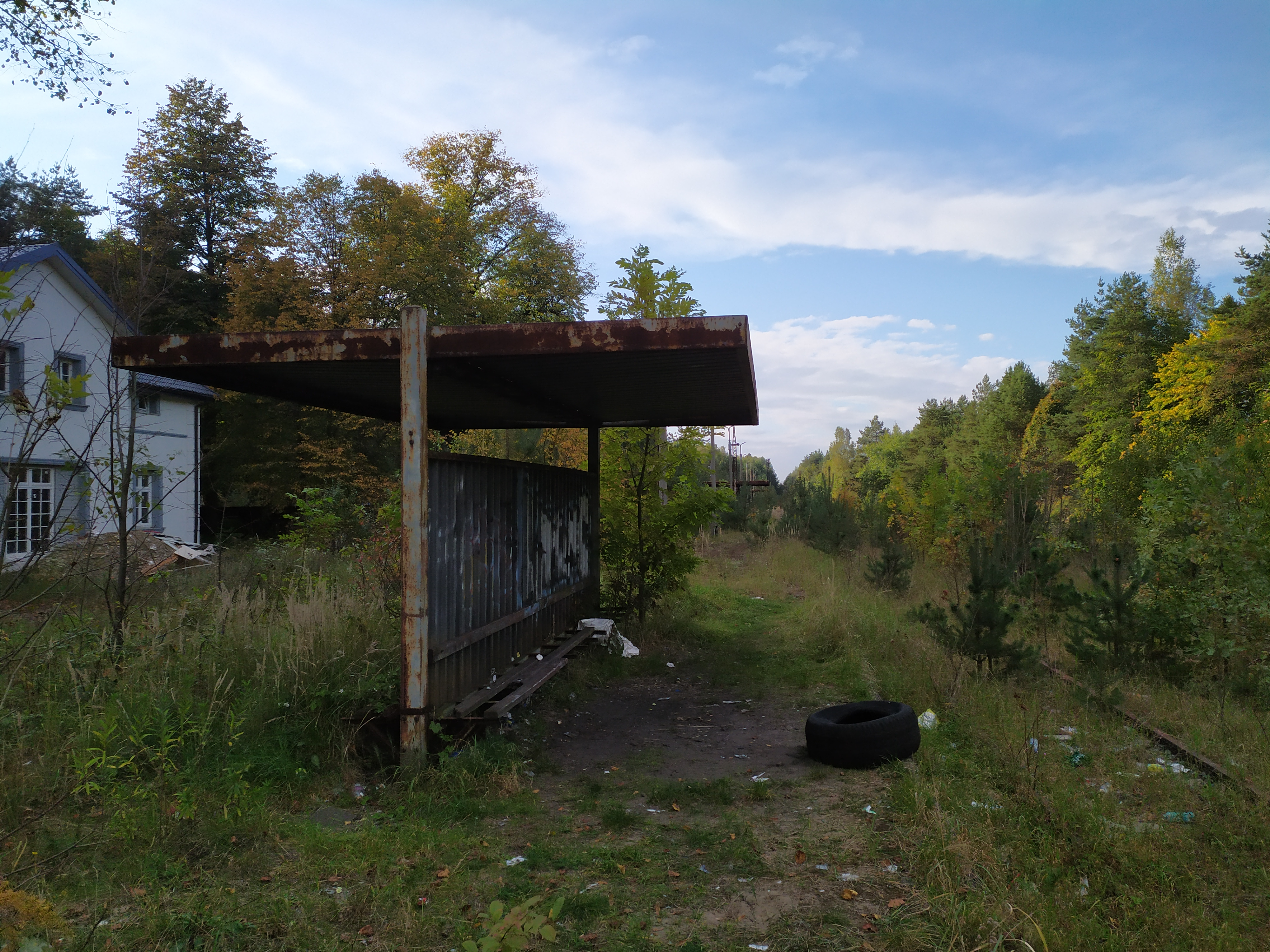
Wiata na nieczynnym peronie wyspowym
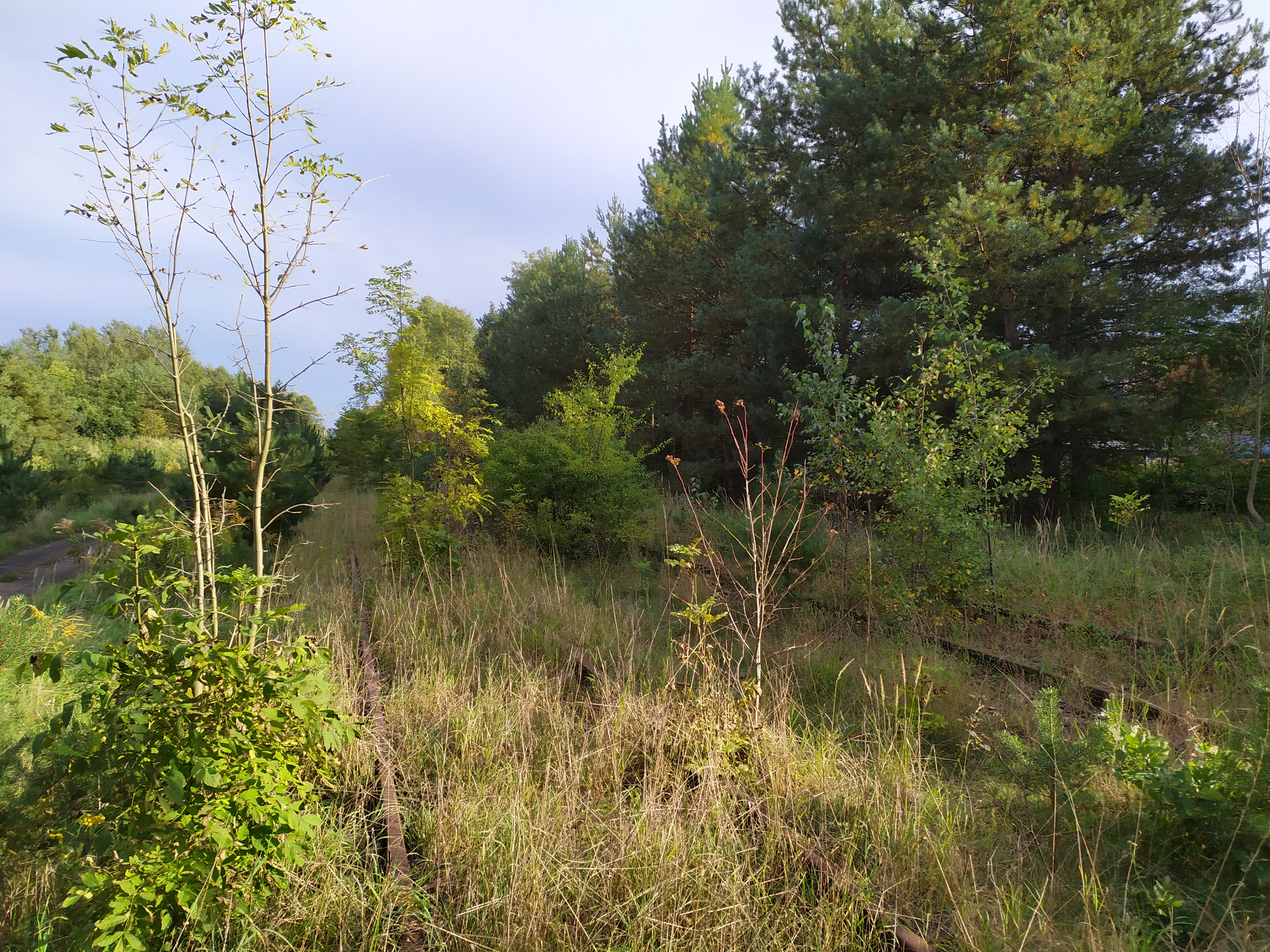
Zarośnięta równia stacyjna - widok od strony północnej głowicy stacji